# Can't Stand Losing You
Can't Stand Losing You är en låt av det brittiska rockbandet The Police. Den släpptes som singel den 14 augusti 1978 och återfinns på albumet Outlandos d'Amour. 
Låten handlar om tonårssjälvmord. Sting, sångare och basist i The Police, har sagt att det tog honom endast fem minuter att skriva texten till "Can't Stand Losing You".